# Открытый чемпионат Афин по теннису среди мужчин
Открытый чемпионат Афин (спонсорское название Status Athens Open) — международный профессиональный мужской теннисный турнир, проходящий в Афинах (Греция). Проводился с 1986 года на грунтовых кортах как турнир профессионального тура Гран-при (с 1990 года в базовой серии турниров АТР — ATP World). Прекращён после 1994 года, возобновлён в 2008 году на хардовых кортах Олимпийского стадиона Афин как турнир тура ATP Challenger. Призовой фонд перед прекращением турнира составлял 188 750 долларов, призовой фонд турнира ATP Challenger в 2012 году составил 50 000 долларов при основной сетке, рассчитанной на 32 игрока в одиночном разряде и 16 пар.

## История
Мужской Открытый чемпионат Афин был впервые проведён как турнир профессионального тура Гран-при в 1986 году. Турнир проходил на грунтовых кортах в преддверии Уимблдонского турнира. В 1989 году Открытый чемпионат Афин был перенесён на более ранние сроки — в разгар грунтового сезона, предшествующего Открытого чемпионата Франции. Однако уже на следующий год, когда формировался календарь нового профессионального АТР-тура, афинский турнир был перенесён на первую половину осени. В сетке АТР-тура ему была присвоена базовая категория ATP World, которой соответствовал суммарный призовой фонд в размере от 150 до 200 тысяч долларов.
Афинский турнир, в 1992 году проходивший под названием SAAB International, а в следующие два года как Международный чемпионат Афин (англ. Athens International), выпал из календаря АТР-тура в 1995 году. Тем самым он повторил судьбу женского Открытого чемпионата Афин, прекращённого после 1990 года.
Возрождение Открытого чемпионата Афин состоялось в 2008 году. Возобновлённый турнир был включён в сетку тура ATP Challenger, а новым местом проведения стали хардовые корты, настилаемые на Олимпийском стадионе. Турнир получил спонсорское название Status Athens Open в честь журнала «Статус», издаваемого генеральным спонсором — издательством Liberis. Время проведения было снова перемещено на весенний грунтовый сезон.

## Победители и финалисты
За первый период проведения Открытого чемпионата Афин как турнира Гран-при, а затем АТР, только один теннисист — испанец Хорди Арресе — сумел дважды победить на нём в одиночном разряде. Арресе также является рекордсменом по числу выходов в финал (3). Марк Куверманс из Нидерландов по одному разу победил в одиночном и парном разряде (и ещё раз проиграл в финале парного турнира), а ещё один испанец — Хавьер Санчес — стал двукратным чемпионом в парах. В целом в этот период в турнире доминировали испанцы: в последние четыре года финал в одиночном разряде был чисто испанским, а в парах чемпионами становились четыре представителя этой страны, причём дважды побеждала полностью испанская пара.
За пять лет проведения Открытого чемпионата Афин как турнира ATP Challenger только китаец Лу Яньсюнь стал его двукратным победителем, выиграв в 2010 году и в одиночном, и в парном разряде. Португалец Руй Машаду и немец Маттиас Бахингер выиграли по одному финалу в одиночном разряде и проиграли по одному разу в парах. На этом этапе существования турнира в число финалистов впервые попали представители страны-организатора: Александр Якупович дважды проиграл в финале турнира пар, причём один раз его партнёром был ещё один грек — Константинес Икономидис. В этот же период в число финалистов впервые попал игрок из одной из стран бывшего СССР: в 2011 году в финале в одиночном разряде проиграл россиянин Дмитрий Турсунов.

### Одиночный разряд
| Год  | Победитель             | Финалист                  | Счёт в финале    |
| ---- | ---------------------- | ------------------------- | ---------------- |
| 2012 | Маринко Матошевич      | Рубен Бемельманс          | 6-3, 6-4         |
| 2011 | Маттиас Бахингер       | Дмитрий Турсунов          | Без игры         |
| 2010 | Лу Яньсюнь             | Райнер Шуттлер            | 3-6, 7-63, 6-4   |
| 2009 | Руй Машаду             | Даниэль Муньос де ла Нава | 6-3, 7-64        |
| 2008 | Мартин Веркерк         | Адриан Кручат             | 6-3, 6-3         |
| 1994 | Альберто Берасатеги    | Оскар Мартинес            | 4-6, 7-64, 6-3   |
| 1993 | Хорди Арресе (2)       | Альберто Берасатеги       | 6-4, 3-6, 6-3    |
| 1992 | Хорди Арресе           | Серхи Бругера             | 7-5, 3-0 — отказ |
| 1991 | Серхи Бругера          | Хорди Арресе              | 7-5, 6-3         |
| 1990 | Марк Куверманс         | Франко Давин              | 5-7, 6-4, 6-1    |
| 1989 | Рональд Аженор         | Кент Карлссон             | 6-3, 6-4         |
| 1988 | Хорст Шкофф            | Бруно Орешар              | 6-3, 2-6, 6-2    |
| 1987 | Гильермо Перес-Рольдан | Торе Майнеке              | 6-2, 6-3         |
| 1986 | Хенрик Сундстрём       | Франсиско Масьель         | 6-0, 7-5         |

### Парный разряд
| Год  | Победители                         | Финалисты                                  | Счёт в финале |
| ---- | ---------------------------------- | ------------------------------------------ | ------------- |
| 2012 | Андре Бегеман Джордан Керр         | Херард Гранольерс Александр Якупович       | 6-3, 6-4      |
| 2011 | Скотт Липски Колин Флеминг         | Маттиас Бахингер Беньямин Беккер           | Без игры      |
| 2010 | Рик де Вуст Лу Яньсюнь             | Игорь Сейслинг Робин Хасе                  | 6-4, 6-3      |
| 2009 | Рамиз Джунейд Филипп Маркс         | Руй Машаду Йессе Хута-Галунг               | 6-4, 6-3      |
| 2008 | Марк Лопес Габриэль Трухильо-Солер | Константинос Икономидис Александр Якупович | 6-4, 6-4      |
| 1994 | Луис Лобо Хавьер Санчес (2)        | Кристиан Бранди Федерико Мордеган          | 5-7, 6-1, 6-4 |
| 1993 | Орасио де ла Пенья Хорхе Лосано    | Ройс Депп Джон Салливан                    | 3-6, 6-1, 6-2 |
| 1992 | Томас Карбонель Франсиско Ройг     | Марк Куверманс Марсело Филиппини           | 6-3, 6-4      |
| 1991 | Марк Куверманс Якко Элтинг         | Менно Остинг Олли Рахнасто                 | 5-7, 7-6, 7-5 |
| 1990 | Серхио Касаль Хавьер Санчес        | Том Кемперс Рихард Крайчек                 | 6-4, 6-3      |
| 1989 | Клаудио Панатта Томаш Шмид         | Клаудио Джуссани Херардо Мирад             | 6-3, 6-2      |
| 1988 | Рикард Берг Пер Хенрикссон         | Пабло Аррайя Карел Новачек                 | 6-4, 7-5      |
| 1987 | Торе Майнеке Рики Остерхун         | Карлос ди Лаура Адриано Панатта            | 5-7, 6-4, 6-2 |
| 1986 | Либор Пимек Блейн Уилленборг       | Ярослав Навратил Том Нейссен               | 6-2, 3-6, 6-2 |